# Réglementation des produits phytosanitaires
Le stockage des produits phytosanitaires doit respecter certaines règles car une mauvaise utilisation de ces produits peut entraîner des pollutions ou de graves problèmes pour les utilisateurs.

## Par pays

### France
Tout produit phytosanitaire utilisé doit bénéficier d’une autorisation de mise sur le marché (AMM). En France, avant 2015, c’était le ministère de l’agriculture qui se chargeait de la délivrer. Cette autorisation précise les conditions d’utilisation réglementaires du produit (la ou les cultures concernées, les usages autorisés, le délai avant récolte).
Depuis le 1er juillet 2015, la procédure d'autorisation est menée par l'Anses. Cet organisme vérifie que les substances présentes dans les produits sont autorisées et n'apportent aucun danger sur la santé de ceux qui en consomment ainsi que sur l'environnement. Tous les ans, plus de 300 demandes sont examinées[réf. nécessaire]. Un quart d'entre elles reçoivent un avis défavorable[réf. nécessaire].
Tout agriculteur doit respecter au minimum les obligations réglementaires suivantes[réf. nécessaire] :
- Le local doit être réservé uniquement au stockage des produits chimiques.
- Le local (ou l’armoire réservée à cet usage) doit être fermé à clef, la fenêtre protégée.
- Le local doit être aménagé pour éviter toute dissémination dans l’environnement des substances chimiques.
- Les produits phytosanitaires doivent être conservés dans leur emballage d’origine avec l’étiquette d’origine lisible.
- Les produits très toxiques et toxiques, cancérigènes (T, T+ et CMR) doivent être stockés séparément.